# Heinrich Franck Söhne

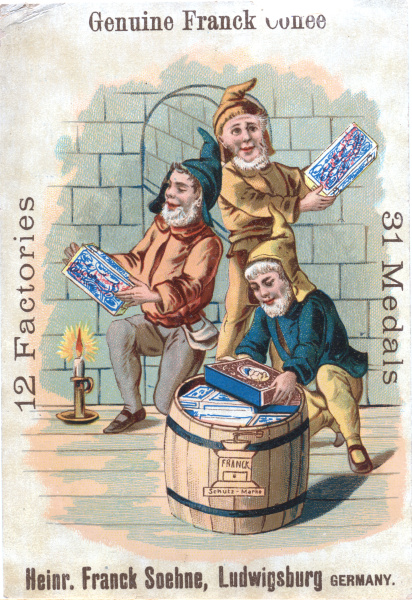
Werbung für Heinr. Franck Söhne GmbH

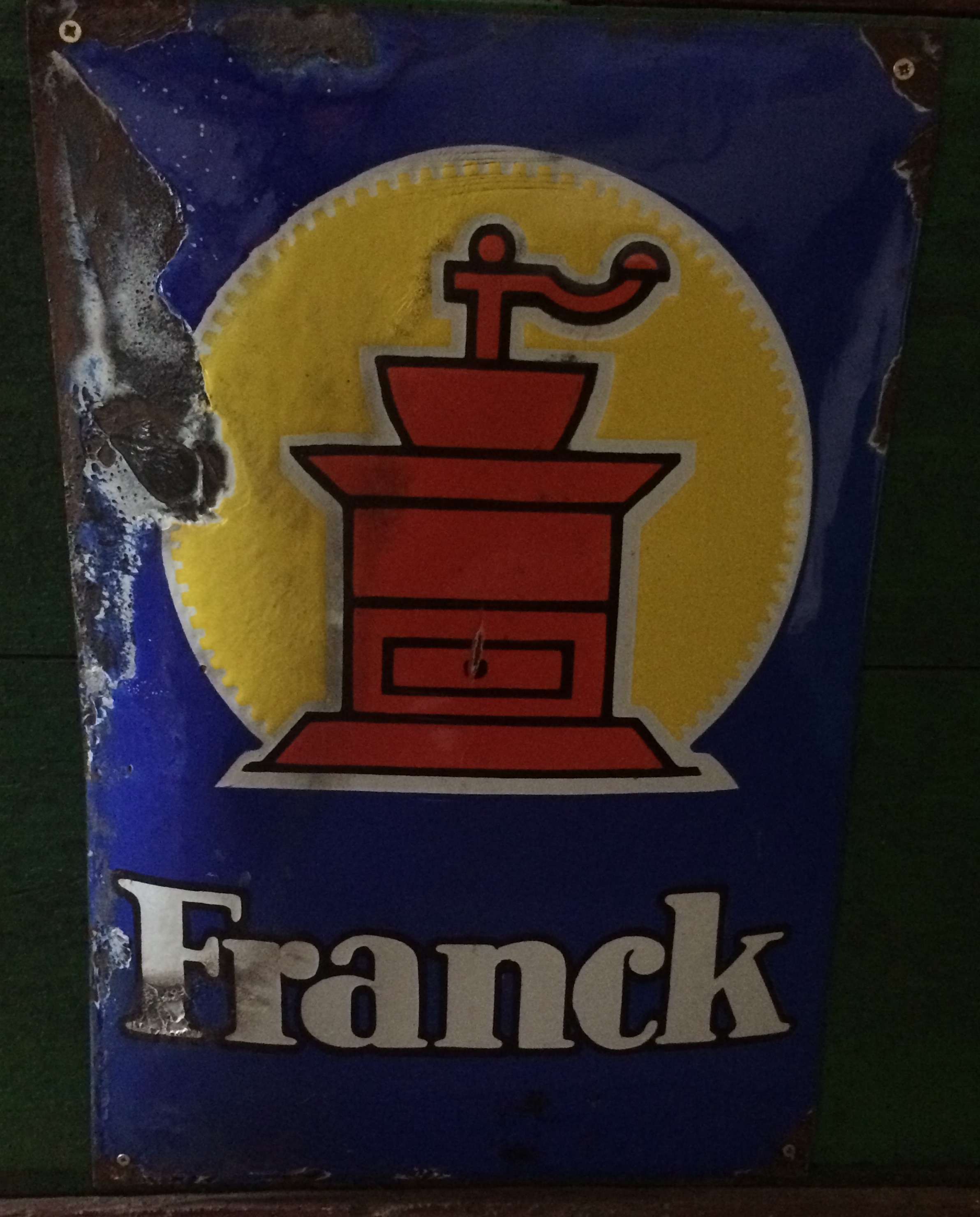
Emailleschild im Dorfmuseum Mönchhof (2015)

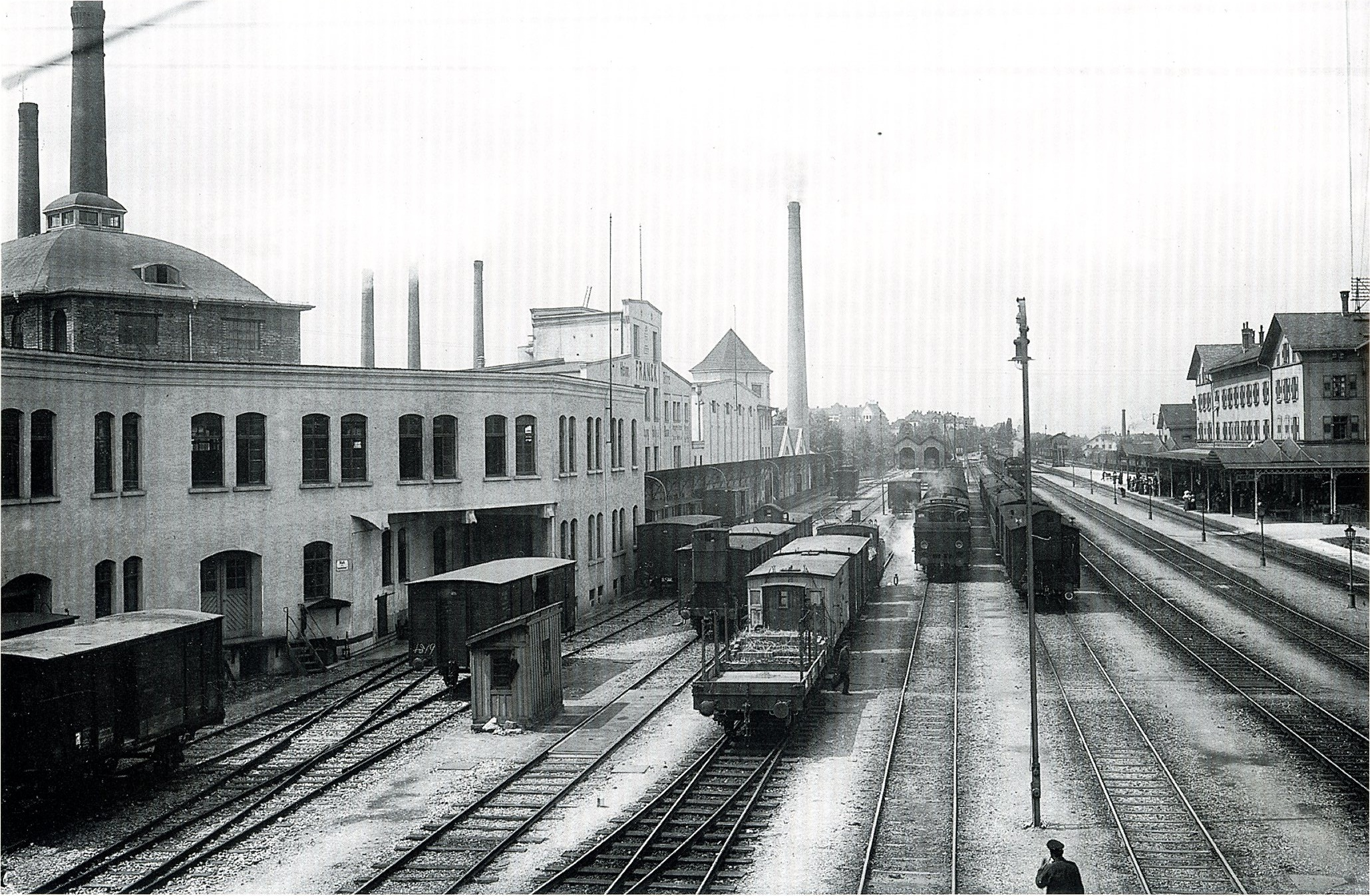
Der Bahnhof Ludwigsburg, links Gebäude der Franckschen Fabrik, 1910

Heinrich Franck Söhne ist ein ehemaliger Hersteller von Kaffeeersatz. Das Unternehmen geht zurück auf Johann Heinrich Franck (1792–1867).

## Geschichte
Johann Heinrich Franck absolvierte eine Ausbildung zum Kaufmann und Zuckerbäcker. In den Befreiungskriegen gegen Napoleon gelangte er nach Frankreich. Dort erfuhr er, dass sich normaler Bohnenkaffee mit Zichorien strecken lässt und gewann Einblick in die französische Kaffeezusatzindustrie. Diese hatte sich während der sogenannten Kontinentalsperre entwickelt, als die Einfuhr englischer Kolonialwaren wie Kaffee und Rohrzucker verboten gewesen war.
Nachdem Franck aus Frankreich zurückgekehrt war, ließ er sich 1822 in Vaihingen an der Enz als Kolonialwarenhändler und Zuckerbäcker nieder und begann nebenbei mit Versuchen zur Herstellung von Zichorienkaffee. Sechs Jahre später begann er mit der fabrikmäßigen Herstellung von Kaffeezusatz. Als die Nachfrage nach Francks Produkten stieg, expandierte er. Franck verfügte noch kurz vor seinem Tod im Jahre 1876 die Verlegung der Fabrik von Vaihingen, wo die mittlerweile 64 Gebäude für den Betrieb nicht mehr ausreichten, nach Ludwigsburg.
In Ludwigsburg wurden in den Jahren 1868 und 1869 Neubauten geschaffen; außerdem im Laufe der Zeit auch Werke im Ausland. Für den österreichisch-ungarischen Markt wurde 1879 eine Niederlassung in Linz eröffnet, die sich unter Carl Franck verselbständigte und sich im Laufe der Zeit zur größten Kaffeemittelfabrik der Habsburgermonarchie entwickelte. Weitere Niederlassungen waren 1883 im böhmischen Komotau, in Mailand und in Basel, 1899 in Raschau in Böhmen, 1890 in Bukarest, 1892 Filiale in Zagreb, 1895 in Flushing in New York, 1897 im böhmischen Pardubitz, 1899 im bilogorischen Bjelovar, 1909 im ungarischen Nagykanizsa etc. Wichtig war insbesondere auch der Bau der Fabrik in Halle an der Saale, der den Transport der Zichorienwurzeln von der Magdeburger Börde nach Ludwigsburg überflüssig machte. Die 1913 in Neuss am Rhein erbaute Fabrik produzierte Getreidekaffee, der als „Kornfranck“ vermarktet wurde. Von 1871 bis 1914 firmierte das Unternehmen unter dem Namen Heinrich Franck Söhne OHG, danach wurde es in eine GmbH umgewandelt.

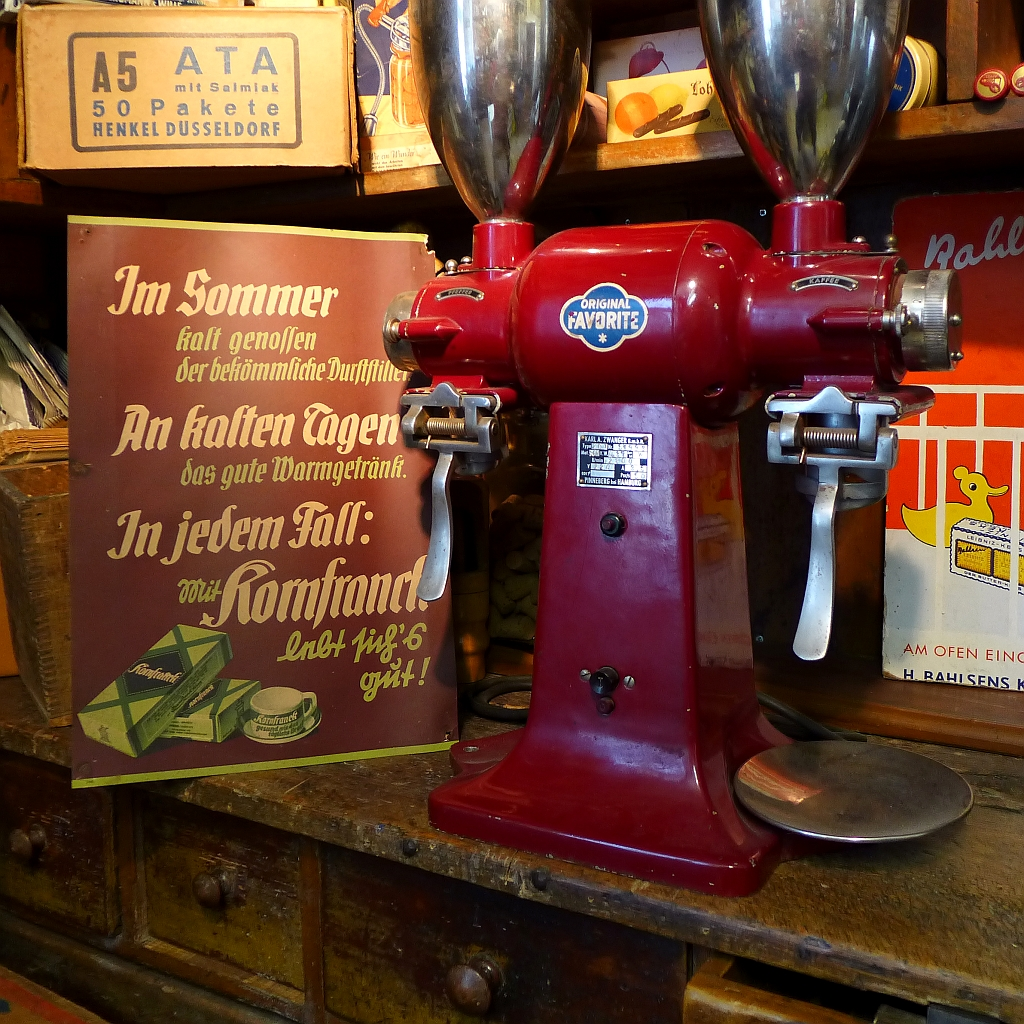
Kornfranck-Werbung

Bei Ausbruch des Ersten Weltkrieges war das von Franck gegründete Unternehmen das größte seiner Art weltweit. Verluste durch den Krieg wurden bald wieder ausgeglichen; in der Zeit nach dem Ersten Weltkrieg wurden die Produkte des Unternehmens unter Namen wie „Mühlenfranck“ und „Kornfranck“ vermarktet. 1934 nutzte das Unternehmen neben den eigentlichen Fabriken zur Herstellung des Kaffeezusatzes zahlreiche Hilfsbetriebe, darunter eine Mälzerei, eine Druckerei für die Verpackungen, eine Kistenmacherei, eine Schlosserei, ein Dampfkraftwerk und ein Gaswerk. 1935 wurden „aus Sicherheitsgründen“ die Warenzeichen aus den Registraturen in Ludwigsburg und Linz nach Berlin überführt; 1944 fusionierte man mit Kathreiner zur Franck und Kathreiner GmbH, Wien. 1943 bis 1947 wurden zahlreiche Akten und Werbemittel wieder nach Ludwigsburg überführt.
In der Nachkriegszeit wurden die österreichischen Unternehmensteile in Linz und Wien verselbstständigt, 1954 wurde die Marke Caro-Kaffee für den Kaffeeersatz eingeführt. 1964 näherte man sich mit Thomy dem Feinkostgeschäft an und änderte den Firmennamen in Unifranck Lebensmittelwerke GmbH, nach Übernahme des größeren Teils der INGA wurde die Interfranck Holding AG in Zürich gegründet, 1970 ging aus einer weiteren Fusion die Ursina-Franck AG hervor, deren Gesellschaftsvermögen 1971 durch Nestlé übernommen wurde. 1978 erfolgte ein Zusammenschluss mit der Allgäuer Alpenmilch AG. Das letzte Werk, das noch an die Kaffeetradition anknüpfte, befand sich damals in Ludwigsburg. 1987 wurde das einstige Unternehmen Johann Heinrich Francks Teil der Nestlé Deutschland AG in Frankfurt am Main. Nestlé schloss das Ludwigsburger Werk zum Jahresende 2018.